# Cycloctenus centralis
Cycloctenus centralis là một loài nhện trong họ Deinopidae.
Loài này thuộc chi Cycloctenus. Cycloctenus centralis được miêu tả năm 1979 bởi Raymond Robert Forster.